# Christophe Jallet
Christophe Jallet (Cougnat, el 31 d'octubre de 1983) és un futbolista francès que juga com a lateral dret. Ha jugat a diversos clubs francesos com Niort, FC Lorient, Paris Saint-Germain FC, Olympique de Lió i OGC Nice.